# Théorie intégrale
Pour les articles homonymes, voir Intégrale.
La théorie intégrale, appelée aussi la conception intégrale ou encore la philosophie intégrale de Jean Gebser, Clare Graves, Don Beck et Ken Wilber et d'autres, est une conception du monde et de l'évolution de la conscience humaine. Elle cherche à déployer et à donner une vue d'ensemble de l'être humain et du monde, en intégrant les pensées et philosophies de l'Orient, de l'Occident ainsi que des connaissances spirituelles et scientifiques.
L'adjectif « intégral » a été utilisé pour la première fois dans un contexte spirituel par Sri Aurobindo (1872-1950), afin de décrire ses propres enseignements, appelés Purna Yoga (sanskrit : Yoga complet). Plus récemment, les psychologues Gebster et Clare Graves ont posé pour principe que les modes de pensée humains se sont développés tout au long de l'histoire de l'humanité, tout comme ils se développent de l'enfance à l'âge adulte. C'est le pendant et le prolongement sur le plan de la conscience humaines des théories de l'évolution.

## Principes
Les tenants de la théorie intégrale partagent la conception selon laquelle la conscience humaine a évolué en passant par des stades successifs qui correspondent à des niveaux de maturation de l’ego. Ils considèrent que ces stades sont dans leurs grandes lignes les mêmes pour toutes les sociétés humaines et que la sociogenèse (i.e. le développement des sociétés) se reflète dans la psychogenèse (le développement des individus). De l'enfance à l'adulte, chacun de nous passe par des stades qu'on peut décrire et hiérarchiser.
Un stade de développement de la conscience peut être défini comme un système de compréhension de soi, des autres et du monde auquel la personne se fixe et, dès lors qu’elle y est fixée, se trouve assujettie. Ce système se compose de structures à la fois cognitives, affectives et conatives, présentées par les théories intégrales comme structurées en niveaux différents apparaissant au fil de la vie des personnes et du développement des sociétés humaines.
Présents en chacun de nous à titre de potentiels ou de capacités bien intégrées, les stades de conscience correspondent donc à des façons de comprendre et d’appréhender la réalité.
La théorie est qualifiée d'« intégrale » parce qu'elle propose un rapprochement et une mise en lien de visions du monde, de concepts et de pratiques en apparence divergentes ou sans rapport, dans le but de créer une « méta-vision » réaliste, fluide qui rende compte de la dynamique d'ensemble, . Ce n'est donc pas une « grande théorie unifiée » prétendant opérer une somme de toutes les connaissances, absolue, ce qui serait, pour Sean Saiter, une prétention absurde et irréaliste.
L’image de la spirale ascendante qui s'est imposée pour certains tenants de cette théorie, illustre en outre l'idée que, dans l’organisation des stades de conscience, chaque stade transcende les limites et intègre les qualités de ceux qui le précèdent. Cela dit, un stade de conscience prédomine toujours chez un individu et fait figure de centre de gravité. La spirale intègre un modèle de circularité et de linéarité.
Sean Saiter considère en outre que le message essentiel à retenir de la théorie intégrale est que la conscience humaine et l'humanité font actuellement face à une transition majeure. Pour cet auteur, les contributeurs contemporains les plus influents du champ sont Ken Wilber, Jean Gebser, Don Beck et Christopher Cowan (qui s'appuient tous deux sur le travail de Clare Graves), et Mark B.Woodhouse. À ces auteurs centraux, il faut ajouter au second plan Robert Kegan, Howard Gardner, James Mark Baldwin, Susan Cook-Greuter et Carol Gilligan,,.
La majorité de ces auteurs sont des psychologues. Saiter note que :  

« Les études intégrales se sont fortement appuyées sur les théories du développement: le développement des individus, le développement des cultures, le développement des nations, des écosystèmes, des biosphères, des noosphères, des planètes, du cosmos et, surtout, de la conscience. Le désir de créer un nouveau modèle et une nouvelle approche dans tous les domaines du questionnement et de l'action humaine est également essentiel. C'est une réaction, non pas un repli réactionnaire, face aux pathologies du modernisme et du postmodernisme. »

### Le stade intégral
La théorie intégrale postule l'existence d'un stade intégral, qui correspond à une forme de conscience en émergence actuellement. Cette forme de conscience, selon Saiter est « scientifique mais néanmoins spirituelle, rationnelle mais néanmoins basée sur l'intuition, critique, mais néanmoins ouverte ».
Les termes utilisés pour la nommer varient d'un auteur à l'autre, ainsi, Gebser parle-t-il de mode integral-aperspectival, Wilber de mode « vision-logic », alors que Beck à la suite de Graves évoque un second tier (second cycle) et souligne que les individus à ce stade sont à la fois connectés à la souffrance du monde et soucieux d'eux-mêmes.

## Développement

### Jean Gebser
Le mot intégrale a été employé assez tôt par Jean Gebser (1905-1973), un phénoménologue suisse qui a abordé l'histoire humaine comme une série de mutations de la conscience. Celui-ci commence par considérer que la conscience humaine est passée par des stades de pensée successif qu'il qualifie d'archaïque, magique puis mythique pour atteindre plus récemment le stade mental. Il emploie alors le terme d'intégral pour décrire ses intuitions concernant la nouvelle évolution de la conscience humaine (mode de pensée), actuellement en phase d'émergence. Il a ensuite découvert des similitude entre ses idées et celles de Sri Aurobindo dont la conscience supramentale est comme sa conscience intégrale et aussi de Teilhard de Chardin avec le point Oméga. Dans son livre Origine et présent, Gebser précisera par la suite que les cinq structures de conscience (archaïque, magique, mythique, mentale et intégrale) sont présentes sous des formes soit saines, soit pathologiques, i.e. efficientes ou délétères . Il a parfois qualifié le stade intégral d' a-rationnel, ce qui le place au-delà du rationnel sans être une régression vers l'irrationnel. Il s'agit de dépasser le dualisme, la règle du tiers exclu des cartésiens, pour retrouver l'unité. En cela, Gebser ne rejette pas la raison, il critique son inflation qui prétend en faire « le seul arbitre de nos vies ». Sein Saiter attribue à Gebser une des premières mentions du fait que nous traversons actuellement une phase de mutation (qualifiée par Gebser de saut a-causal) vers la prochaine étape de notre développement collectif, thème repris plus récemment par Laloux.

### Clare Graves
Ce psychologue américain a cherché à la fois à développer une théorie valide de la personnalité et à décrire une personne accomplie. Il s’est basé sur une série d’entretiens (plus de 1000) où il a demandé à des étudiants de caractériser un individu « sain » et « accompli ». Il a ensuite catégorisé les conceptions de l’homme sain et accompli et a remarqué qu’elles semblaient s’ordonner selon un continuum, et en a tiré une échelle de développement. Graves est considéré comme le premier à avoir conceptualisé ce qui est devenu par la suite, la spirale dynamique. Il considère en outre que les stades d'évolution de la conscience correspondent à des évolutions dans le fonctionnement neuronal de l'homme.

« À chaque étape de l'existence humaine, l'homme adulte part dans une quête du Graal : la définition du mode de vie qu'il recherche comme accomplissement. À son premier niveau, il est en quête d’une satisfaction physiologique systématique. Au deuxième niveau, il cherche un mode de vie sûr, la reconnaissance de son statut héroïque, du pouvoir et de la gloire. Ensuite une forme de paix ultime; puis le plaisir matériel, puis des relations pleinement affectueuses, enfin le respect de soi et la paix dans un monde redevenu incompréhensible. Et quand il découvrira qu'il ne trouve pas cette paix, il sera parti pour une quête de neuvième niveau. Au point de départ de chaque quête, il pense pouvoir trouver la réponse ultime à son existence. Pourtant, à sa grande surprise et à son grand désarroi, il découvre à chaque étape que la solution à l'existence n'est pas la solution là. Chaque étape qu'il atteint le laisse déconcerté et perplexe. C'est simplement parce qu'à chaque solution qu’il trouve pour un ensemble de problèmes humains qu’il juge essentiel, il découvre un nouvel ensemble de difficultés à leur place. La quête ne finit jamais. »

### Don Beck

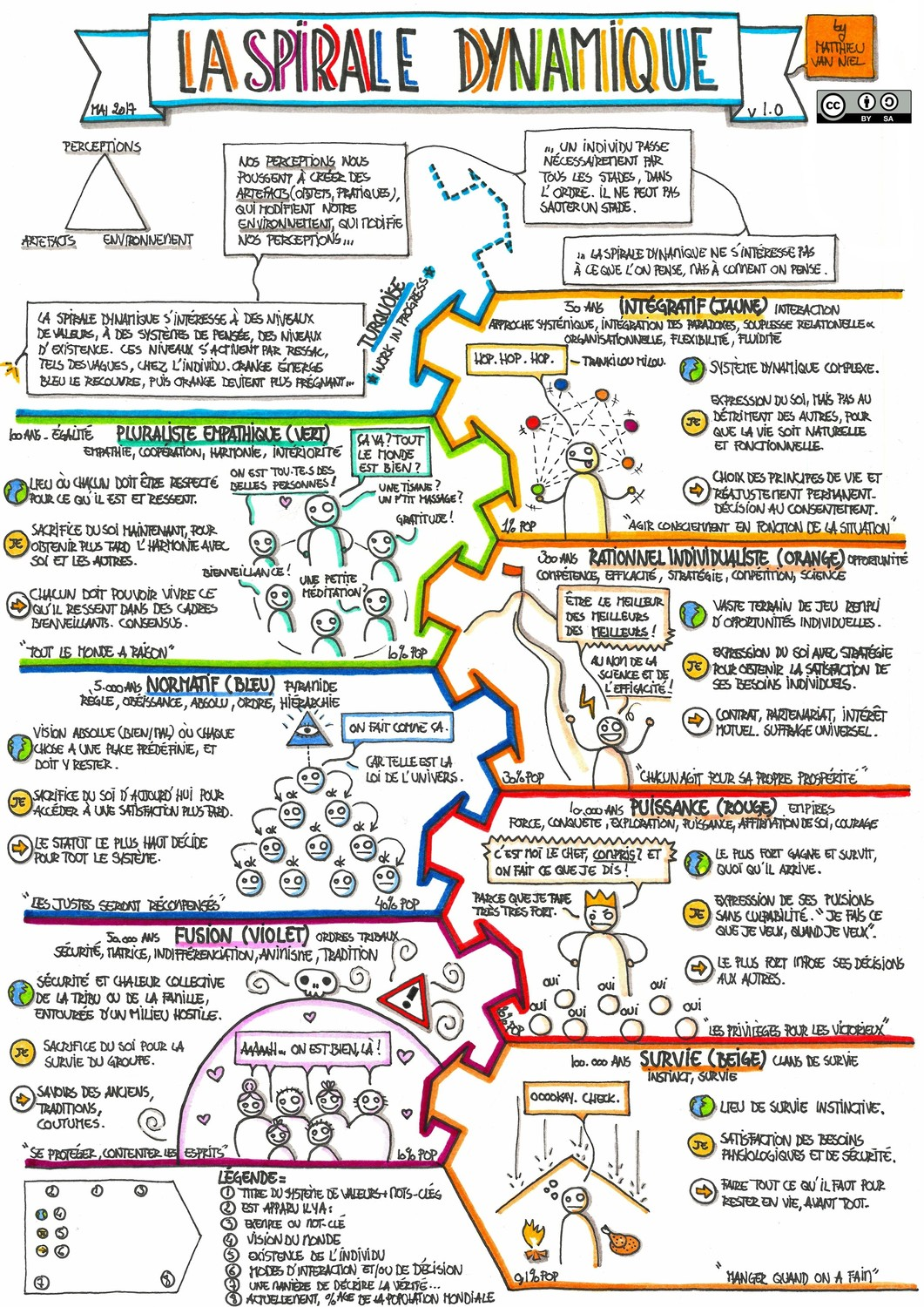
Les différents stades de la spirale dynamique selon la théorie intégrale, le livre de Laloux, Wilber. CC By SA M. Van Niel

Le travail de Graves a été prolongé par deux élèves, Chris Cowan et Don Beck qui ont été proches de Graves durant les dernières années de sa vie. Ils ont intégré les stades proposés par Graves dans ce qui maintenant connu sous le nom de spirale dynamique (spiral dynamics en anglais, une traduction plus correcte serait « la dynamique spirale »). Les niveaux de la spirale ont été traduits sous forme de couleurs.
Le modèle de dynamique spirale permet selon Saiter de relier entre eux des sujets apparemment aussi différents que d’un côté les apports des grandes traditions de la sagesse éternelle et de l’autre des problèmes modernes complexes comme la dégradation de l'environnement et la nécessité d’une transition. En France, le modèle est relayé par Véronique Guérin et Jacques Ferber. 
Sur suggestion de Clare Graves et afin de prouver l'efficacité du modèle pour traiter des problèmes concrets, Don Beck s'est particulièrement impliqué durant les années 1980-1990 dans le processus de transformation des rapports politiques en Afrique du Sud après la fin de l'apartheid. Il y a œuvré avec les dirigeants politiques, économiques, religieux locaux pour favoriser la réconciliation entre les communautés,,,. La théorie a également été mise à l'épreuve du concret en Palestine. 

### Ken Wilber
Ken Wilber popularise la théorie intégrale en l'incluant dans une représentation du monde qui englobe ses dimensions matérielle et spirituelle. Dans deux livres à grand succès, il intègre les apports de Graves et d'autres psychologues développementalistes, ainsi que des penseurs issus de différentes traditions spirituelles, notamment orientales. Il ajoute à la spirale dynamique le modèle AQAL (All Quadrant - All Level - All lines, All states, & All types) qui pose pour principe que toute chose doit être appréhendée selon ses dimensions individuelle versus collective (axe haut-bas) et intérieur (caché, non accessible) versus extérieur (visible) et qu'en outre cinq éléments constituent les axes sur lesquels le développement est possible (niveaux, lignes, etc.), ce qui ouvre les perspectives de développement personnel, ouvrant aux individus la possibilité d'explorer et de développer systématiquement de multiples aspects d'eux-mêmes, tels que leur corps physique, leur intelligence émotionnelle, leur conscience cognitive, leurs relations interpersonnelles et leur sagesse spirituelle.

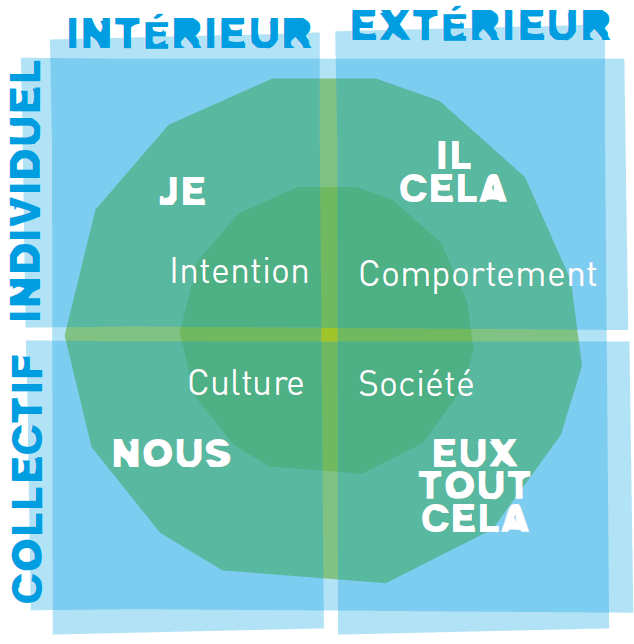
Le modèle AQAL développé par Wilber (CC) BY SA Université du Nous

 Si on suit les quatre quadrants, il faut comprendre que, par exemple, les représentations mentales ressortent du quadrant supérieur gauche (individuel et intérieur), les normes sociales implicites du quadrant inférieur gauche (collective et intérieure) alors que les comportements manifestes sont sur le versant droit. Pour Wilber, du point de vue de l'évolution sociale, c'est quand la stabilisation à un niveau de développement de la conscience pose des problèmes qui ne peuvent plus être résolus à ce niveau que le stade suivant apparait, par nécessité et suivant en cela les impératifs d'adaptation continue. L'époque actuelle, arrivée à un cul-de-sac est confrontée à l'obligation de basculer vers le stade de développement suivant, le stade intégral.
Le stade intégral (vision-logic) a pour particularité qu'il intègre les stades précédents en en conservant les apports, alors que jusqu'alors les stades étaient apparus en faisant disparaître progressivement les modes de pensée antérieures du champ de conscience. Ken Wilber souscrit pour une temps à la psychologie transpersonnelle, par la suite il quitte ce champ pour fonder la psychologie intégrale.

### Susanne Cook-Greuter
Susanne Cook-Greuter s’intéresse au développement de l’égo et de la conscience. À la suite d'une rencontre avec un spécialiste des conceptions psychologiques orientales, elle cherche à intégrer les conceptions orientales et occidentales. Elle considère que l’égo part d’un stade d’indifférenciation avec le monde. L’apparition du langage, qui est commune à toutes les sociétés humaines, est pour elle concomitante du développement de la conscience d’un soi séparé. Le monde occidental va ensuite considérer que l’adulte se caractérise par une forte distinction sujet-objet (moi et le monde), une capacité de raisonnement symbolique (l’individu appréhende le monde par la raison). C’est par le langage que ces formes de dualisme s’installent. L’adulte occidental idéalisé est donc caractérisé par une forte conscience de son identité (il se vit comme séparée du monde et des autres), un sens des frontières séparant le sujet et le monde extérieur, une distinction forte entre celui qui connaît et les objets de sa connaissance, entre l’observateur et ce qui est observé. Les recherches de Cook-Greuter attestent cependant qu’une frange réduite de la population accède à une représentation qu’elle qualifie de post-symbolique (i.e. moins, voire pas du tout tributaire du langage) et qu’elle associe à un mécanisme de dépassement de l’égo ("égo-transcendance"). Ceci converge avec les approches systémiques, qui insistent sur le fait que toute description du monde est dépendante des caractéristiques de l’observateur (idée qui renvoie au principe d’incertitude et aux acquis de la physique quantique).
Pour Cook-Greuter, la pensée post-conventionnelle reste rare en partie parce qu’elle ne correspond pas à ce qui est encouragé dans le champ social moderne (occidental). Qui plus est, alors que les stades de progression antérieurs sont des évolutions graduelles, Cook-Greuter pense que le changement qui mène à la pensée post-conventionnelle est beaucoup plus radical parce qu’il s’agit d’un changement de mode de pensée alors que les transitions de stades que distingue par exemple Piaget n'impliquaient que des changements de forme.
La transformation à laquelle fait face l'humanité correspondrait à une évolution aussi exceptionnelle que celle qui a présidé à l’apparition de la pensée langagière.
La fixation dans le stade symbolique est vue par elle comme un obstacle majeur à la réalisation de soi, qu’elle assimile à une union avec le divin.
L’utilisation des concepts pour appréhender le réel, quel que soit leur degré de finesse, constitue donc un obstacle à une forme de rencontre phénoménologique pure, sans intermédiaire, avec la réalité. Cette évolution à venir de la conscience humaine devrait donner accès à une réalité que Cook-Greuter qualifie de transpersonnelle, à la suite de penseurs orientaux.

## Communauté de pensée
Un rassemblement annuel a lieu en Europe, fédérant des personnes qui se sentent proches de ces modèles théoriques. Les rencontres allient des échanges théoriques et des sessions expérientielles. La conférence biannuelle rassemble environ 600 personnes, Ervin Laszlo et Stanislav Grof ont été au nombre des orateurs invités, à côté de Ken Wilber et Frédéric Laloux. Une revue consacrée au leadership Intégral existe également depuis 2000. Un site web en français est également accessible.
En outre, Saiter note que l'approche intégrale touche de multiples domaines : la science, le business, l'art, l'étude de la conscience, la politique.

## Finalités
La théorie intégrale est un modèle qui permet de se représenter les conceptions du monde qui se sont succédé en en comprenant les apports successifs ainsi que les limites. C'est une conception holistique et développementale de la réalité. Elle souligne en outre que l'homme peut accéder à des états de conscience naturels qui diffèrent de l'état de conscience que nous connaissons dans la vie ordinaire et que nous avons tendance à considérer comme le seul normal pour un adulte sain. Un des défenseurs contemporains de la théorie intégrale, Ken Wilber, pense en outre que des expériences spirituelles et mystiques peuvent nous donner accès à des connaissances en ce qui concerne la nature et la nature de la conscience. Pour lui, ce savoir introspectif a autant de valeur que le savoir scientifique basé sur l'expérience du monde extérieur et il est nécessaire pour produire un discours fondé sur nos réalités mentales, par définition non accessibles à l'expérimentation scientifique classique. Les nouvelles formes de conscience en émergence soulignent l'intérêt qu'il y a à prendre en compte ces savoirs dans nos décisions et dans nos actions. Cela nous ouvre à un mode de fonctionnement plus intuitif, moins basé sur le raisonnement conscient. C'est particulièrement vrai dans le monde instable et face aux risques globaux que la société rationaliste a engendrés. Grâce à des exercices comme la méditation, la théorie intégrale pose que nous sommes aussi capables d'examiner les impacts de choix intersubjectivement.
Selon Ken Wilber, le devoir d'un théoricien intégral n'est point de décider quelle théorie est juste, mais plutôt d'expliciter dans quel contexte l'ensemble des idées pourrait s'avérer plausible. Toutes les théories scientifiques, artistiques ou spirituelles seraient réellement mises en pratique. Une méthode de développement personnel et relationnel a été proposée par Wilber. Elle se base notamment sur le modèle AQAL.
Un autre aspect de la théorie intégrale consiste à donner une plus grande place à la subjectivité humaine. Ainsi, l'Ego ou le Moi individuel ne représente pas le meilleur champ d'action pour l'époque actuelle. Celle-ci appelle à une transcendance et nous sommes capables de dépasser notre Moi par l'interaction humaine, en nous reliant aux pensées et sentiments d'autrui et créer ainsi un réseau communicatif, i.e. accéder à une réalité d'être transpersonnelle.
Des publications liées au leadership et aux modes de management dans les organisations sont reliées aux conceptions intégrales,.

## Critiques
On a pu reprocher à l'approche intégrale de n'être pas scientifique.  L'auteur note cependant qu'elle prétend en quelque sorte être « au-delà » de l'approche scientifique, d'en dépasser les limitations notamment pour intégrer à la suite de Kant, les limites de la raison pure et les biais phénoménologiques qui réduisent nos capacités à percevoir la réalité profonde de choses.